# E846
La ruta europea E846 és una carretera que forma part de la Xarxa de carreteres europees. Comença a Consenza (Itàlia) i finalitza a Crotone (Itàlia). Té una longitud de 110 km. Té una orientació d'oest a est.